# Rankefødder
Rankefødder (latin Cirripedia) er små krebsdyr.
Rankefødder omfatter bl.a.:
- Rurer (eller balaner)
- Langhalse
- Rodkrebs (Rhizocephala)

Rankefødder lever i havet, ofte i kystzonen hvor de fæstner sig til en hård overflade. De fleste arter (bl.a. rurer) lever af plankton eller andet organisk materiale i vandet.
Rodkrebs, nogle gang kaldet "zombie-parasit" er parasitter. Som larve fæster den sig på andre krebsdyr, fx en strandkrabbe, og leder efter en åbning i krabbens skal. Der sniger rodkrebsen sig ind, og begynder at danne tråde, som den trækker op i krabbens hoved. Der overtager rodkrebsens netværk krabbens hjerne og får krabben til at tro, at den er gravid, og at rodkrebsen er dens afkom. Dernæst danner rodkrebsen en ballon på krabbens mave, hvor krabbens æg ville have siddet. Normalt ville krabben prøve at fjerne parasitten; men da den nu er overbevist om, at rodkrebsen er dens eget afkom, passer krabben på, at rodkrebsen har det godt, fjerner alger fra den osv. Rodkrebsen trækker også sine tråde omkring krabbens tarme, og forsyner sig af krabbens mad. Krabben får kun lige nok til, at den kan overleve. 